# Cornelis Speelman

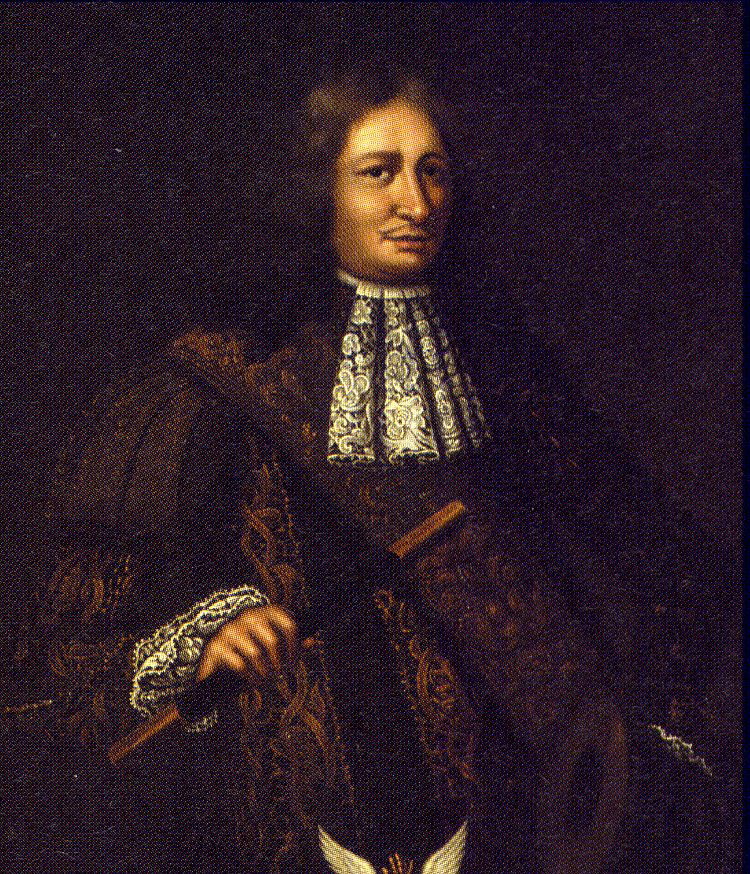
Cornelis Speelman, representado alrededor de 1800.

Cornelis Speelman (2 de marzo de 1628-11 de enero de 1684) fue gobernador general de las Indias Orientales Neerlandesas desde el 1681 hasta el 1684.
Cornelis Janzoon Speelman era hijo de un comerciante de Róterdam. Nació el 2 de marzo de 1628. A los 16 años, partió a bordo del Hillegersberg rumbo a las Indias . Fue empleado como asistente al servicio de la Compañía Holandesa de las Indias Orientales (VOC).

## Biografía
En 1645 llegó a Batavia, Indias Orientales Neerlandesas . Se convirtió en Contador ( boekhouder ) en 1648 y Subcomprador ( onderkoopman ) en 1649. Se convirtió en secretario ( secretaris ) del Consejo Holandés de Indias ( Raad van Indië ). Viajó con el embajador Joan Cunaeus a Persia ese año y escribió un relato del viaje. Fueron recibidos por el Shah Abbas II con gran festividad. Antes de que terminara su viaje, en 1652 fue ascendido a comprador ( koopman ).
A su regreso a Batavia, ocupó un puesto en la oficina del Contador General ( boekhouder-generaal ), para quien fue diputado durante mucho tiempo, y al que sucedió en 1657. Mientras tanto, se había casado con Petronella Maria Wonderaer, de entonces quince años, hija del Receptor General ( ontvanger-generaal ). En 1659 fue puesto a cargo del personal administrativo y de oficina de la Compañía ( kapitein over de compagnie pennisten ) en Batavia. En 1661, se convirtió en Schepen van Batavia (una especie de puesto de concejal relacionado con el gobierno local).

## Carrera
El 12 de junio de 1663, Cornelis Speelman fue nombrado gobernador y director de Dutch Coromandel, pero fue suspendido por los Lores Diecisiete ( Heren XVII ), acusado de haberse involucrado ilegalmente en el comercio privado. Había comprado un diamante para su esposa y luego lo había revendido porque a ella no le había gustado. A pesar de sus enérgicas protestas, el tribunal de Batavia quiso hacer de él un ejemplo y fue condenado a una suspensión de 15 meses y una multa de 3.000 florines . En el año 1666, fue nombrado almirante y superintendente de una expedición a Makassar .
El 18 de noviembre de 1667, concluyó el llamado Tratado de Bongaais ( Tratado de Bongaya ). En el mismo año, fue nombrado Comisionado ( commissaris ) de Amboina, Banda y Ternate . En consecuencia, se convirtió en Consejero extraordinario ( raad extra-ordinaris ) del Consejo Holandés de Indias . Viajó una vez más, en el año 1669, como almirante de otra expedición a Makassar donde subyugó por completo el reino, recibiendo una cadena de oro y una medalla en reconocimiento al año siguiente.
Se convirtió en Consejero de Indias de pleno derecho el 23 de marzo de 1671. Al año siguiente fue almirante de una flota enviada contra los franceses. En diciembre de 1676, dirigió una expedición a Java Central, apoyando al gobernante de Mataram que se enfrentaba a la rebelión de Trunajaya . En la costa este de Java, fue a la guerra contra el líder rebelde Trunajaya . Pasó algún tiempo antes de que se restableciera la paz. Fue llamado de regreso a Batavia a finales del año 1677 y el 18 de enero de 1678 fue nombrado Primer Consejero y director general de Indias ( Eerste Raad en Directeur-Generaal van Indië ). También en ese año fue nombrado presidente del College van Schepenen (relacionado con el gobierno local) en Batavia. El 29 de octubre de 1680 fue nombrado gobernador general, cargo al que asumió el 25 de noviembre de 1681, sucediendo a Rijckloff van Goens en su cargo .
Durante el mandato de Cornelis Speelman como gobernador general, el sultán de Ternate fue derrotado. Cedió todas las tierras de su reino a la VOC. Speelman también sometió la ciudad de Bantam . Cornelis Speelman murió el 11 de enero de 1684 en el castillo de Batavia . Su funeral estuvo acompañado de gran clamor y esplendor, para el que no se escatimaron dolores ni dineros. Fue enterrado en el Kruiskerk con el saludo de 229 disparos de cañón. Fue seguido como gobernador general por Johannes Camphuys .